# クロノクルセイド
『クロノクルセイド』（英字表記：CHRNO CRUSADE（英語圏および新装版ではCHRONO CRUSADE） 、サブタイトル：Mary Magdalene）は、森山大輔による日本の漫画作品、およびそれを原作とするテレビアニメ、およびドラマCD。小説も1冊ある。

## 作品概要
富士見書房のメディアミックス系漫画雑誌、『月刊コミックドラゴン』および『月刊ドラゴンエイジ』に連載された。連載期間は『コミックドラゴン』掲載分が1999年1月号から2003年4月号まで。『ドラゴンエイジ』掲載分が2003年5月号から2004年6月号まで。移籍理由は角川書店系列企業において過剰創刊されていたメディアミックス系雑誌の再整理のため。なお連載時は両雑誌のどちらにおいても看板連載作品となった。
角川書店より『ドラゴンコミックス』レーベルにてコミックス発刊。全8巻。2010年には少年画報社より新装版が発刊された。こちらも全8巻。
2003年から2004年までフジテレビにおいてアニメ化もされた。原作（コミック）連載終了の時期とアニメ放送終了の時期がほぼ同じという当時としては珍しい作品。

## ストーリー
第一次世界大戦終結後の1920年代。それはまだ現代よりも夜の闇が濃かった時代。アメリカ合衆国は大戦による軍需景気に湧き、同国に生きる人間たちはその繁栄を謳歌しながら、自らの持つ「心の闇」に捕らわれていた。好景気と投資によるにわか成金。マフィア・カジノ・禁酒法……。その光と闇に狭間に乗じて、ヒトの心の弱さを突き、暗躍する者たちがいた。悪魔と呼ばれる人外たちである。
宗教改革の時代において魔女狩りに端を発し、当時の宗派を超えて集った有志の人々によって設立された「マグダラ修道会」は「学問として魔女・魔法の本質を知る」ことと「その知識を利用し、悪しき者の災禍より人々を守り救う」事を目的とする、国家からの信頼も篤い悪魔退治（エクソシスト・悪魔祓い）を専門に行うプロテスタント系キリスト教教団である。マグダラ修道会ニューヨーク支部に在籍する、悪魔祓い専門のシスターロゼット・クリストファは、相棒であるクロノと共に激動と繁栄と闇に満ちた米国を駆け巡る。それは、かつて悪魔アイオーンによって連れ去られた弟ヨシュア・クリストファを取り戻す為。この事は2人にとって忘れえぬ大きな影でもあった。
1914年に起こった海難事故により両親を失いセブンスベル孤児院に引き取られたクリストファ姉弟は、1920年に近くの森の地下遺跡（霊廟）で自らを悪魔と名乗る少年クロノと出会う。だが姉弟はそんな事を気にする風もなく彼を遊び仲間に交えた。クロノも当初は当惑していたものの、姉弟との交流に心を開き安らぎを感じるようになる。だがクロノはかつて自らが犯した過ちとそれによって起こされた悲しみを原因として、自ら力を封じた悪魔だった。彼が解放された事でその存在はかつての仲間であるアイオーンに知られる事となり、そのために地上代行者という「力（天上の「魂の大河」アストラル・ラインを制御する力。主には治癒能力の形で発現する）を持つ存在」であるヨシュアが目をつけられることとなる。そしてアイオーンの企みによってセブンスベル孤児院は時を止められ、ヨシュアは連れ去られる。ロゼットはクロノによって辛くも被害を免れたが、ただ一人の生き残りとなってしまった。
自分たちの身に降りかかったこの災禍に対抗する術を問うロゼットにクロノは自らの持つ「悪魔の力」の解放を語る。しかし、それはロゼットがクロノの「契約者」となり、自らの「魂の時間」を彼に与えることで力を引き出すという事。すなわちクロノが本来の力を使えば使うほどロゼットの寿命が縮まっていく、という事を意味していた。ロゼットは迷わなかった。弟を助け出す術を得るため、彼女はクロノの契約者となる。そして自分を保護したユアン・レミントン牧師の属するマグダラ修道会に入り、悪魔祓いとして修行を積む事で自身の戦う術を身につけようとする。一方でクロノ自身もまたマグダラの管理下に置かれ、普段はロゼットの助手として悪魔祓いを手伝うことになる。
悪魔祓いの任務を続ける中、ロゼットとクロノは後見人であるレミントン牧師や上司であるシスター・ケイト、武器開発の「長老（エルダー）」であるエドワード・ハミルトンに見守られ、ヨシュアと同じ地上代行者で後に後輩ともなるアズマリアや宝石使い（宝石に精霊を封じ使役する能力者）サテラなどの仲間と出会い、彼らと共に世の人々に害を成す悪魔たちやアイオーン一派と戦っていく事になる。

## 登場人物
担当声優は「アニメ版 / ドラマCD版」。
ドラマCD版キャストはマリン・エンタテインメントより2000年から2001年に発売されたドラマCDのものである。

### 主要人物
ロゼット・クリストファ
声 - 川上とも子 / 今井由香
本作の主人公。マグダラ修道会に所属する問題児シスター。1908年生まれのため物語当時（1924年）は16歳で、アメリカ人なので運転免許を所持している。シスターに似合わぬ破天荒で活動的な性格をしており、いわゆる「悩む前に突っ走る」性格。良く言えば「くよくよせず、明るく優しい」性格とも言える。修道会きっての壊し屋（クラッシャー）であり、彼女が出動すれば必ず何かとんでもない物が大破する。そのため彼女の活動は始末書と共に報告されることも数多く、上司の頭痛・胃痛のタネと化している。
胸に懐中時計を下げている。これは、弟・ヨシュアを探索する為にクロノとした契約の証であり、同時に彼の「悪魔の力」の半強制的な封印でもある。これもまた上司たちの頭痛のタネ（と言うよりも、憂慮事項）になる時がある。クロノの力を使う毎に彼女の寿命は削られ、本人も「30歳までは生きられない」と明言していた。
銃を武器として操り、特殊な弾丸を放って悪魔退治を行う。弾丸には連射可能な「聖油を詰めた聖火弾、聖弾（セイクリッド）」と、単発で強力な「福音弾（ゴスペル）」がある。後半では「四聖文字砲（テトラグラマトン）」というさらに強力な武器を装備する。大量の銃はロゼットの暴走ぶりを表す描き方をされており、原作者・アニメ版のキャラデザ・ガイドブックの解説者のすべてに、（茶化す形で）外観重視と物理法則の無視に言及されている。
普段は修道服姿の為、たまにお洒落な装いをすると舞い上がる。修道院生活の鬱憤晴らしなのか、精神世界の中で青年クロノに欲情することがあり、ロゼット自身も孤児院の男子にモテている描写がある。
自分の寿命もあってか、「大人」という存在に執着している。回想シーンに登場するレミントン牧師がアイオーン、シスターケイト、マグダレーナの今後の動きを示唆するような演出になっていたり、たびたび精神世界で暴走する青年クロノに襲われていたり、幼い時に遭った少年形態のクロノを別の目で見られるようになったり、両親の墓の前でヨシュアと一緒にした誓いを思い出していたり、成長後の自分とマグダレーナを重ねていたりした。
幼少期は二本のおさげを三つ編みにしており、初対面のクロノの長髪を三つ編みにしたことがあり、それ以来、少年時代のクロノはその髪型にしていて、最終決戦前に断髪され、最期の24歳版のロゼットは少年クロノと同じ三つ編み一本の髪型にしていた。シスター時代は、戦闘中によく頭巾が取れて上半分をハーフツインテールにした髪が露わになる。
修道院に来たての頃に、悪魔のクロノと契約していたことでエリザベスを初めとした他のシスターとの間に確執があったが、エリザベスがその誤解を解き、シスターケイトの親衛隊とも言うべきクレア、アンナ、メアリたちと仲良くなった。
時々、読者の台詞やメタ発言と混同させる台詞、善悪を誤認させる台詞を発する（敵だけではなく味方にも毒のある台詞を発するなど。コミカルな表現。）が、後に登場するマグダレーナとリリスのある重大な設定の伏線となっている。
最終戦でパンデモニウム（魔界）に乗り込み、ヨシュアやアズマリア、他の地上代行者を解放する。その後クロノによって地上に降ろされ、離れ離れとなった。1932年の3月に24歳で没しており、彼女の墓の位置は自身の遺言により公表されていない。そのため、現代において縁のない者は誰一人として墓参りはできないはずだが、ロゼットの命日に毎年必ず誰かの花束が手向けられている。
アニメでは、ロゼットは普通の人間ではなく、聖女マグダラのマリアの生まれ変わりという設定になっている。それ故に最後の地上代行者として終盤でアイオーンに拉致され、傀儡となり世界を混乱に陥れた。最後の聖痕を受けた際に正気を取り戻して、自らの生命をかけてクロノの封印を解き、アイオーンとの決着を着けた。その後、残りわずかとなった余生をクロノと2人きりで、避けられぬ死の運命に悲嘆して過す。生への渇望も虚しく、間もなくして田舎の小さな家で、クロノと寄り添い死亡した姿をアズマリアたちに発見される。
原作のロゼットはこの作品の主人公であり、作品のタイトルの通り、ヨシュアやアズマリアを救う騎士（クルセイド）的な心強い存在であり、人間としての弱さも持つのに対して、アニメ版では物語の終盤以降特に、囚われのお姫様的な無力なヒロイン、人間を凌駕した存在のように描かれている。
原作版では口が大きく童顔さと天真爛漫さが強調されているが、アニメ版では顎が細く口が小さく、悲劇のお姫様らしさが強調されている。24歳版ロゼットとリリスが登場しないため、「大人」に執着する様子があまり見られず、レミントン牧師への憧れが控え目になっており、ふざけて尻を振って少年クロノを誘ったこともある。
アイオーンとの関係だけは原作もアニメも変わらず、アニメはアイオーンの出番が増えたことにより、ロゼットとクロノとアイオーン（及びハーベンハイト姉妹）の三角関係がより分かりやすくなったと言え、アニメ版のみに登場する聖女化したロゼットは原作者がDVDのパッケージにて描き下ろしている。
生年月日/1908年1月23日　身長/162cm　体重/47kg　3サイズ　B/84 W/59 H/85
クロノ
声 - 石田彰 / 高山みなみ、千葉進歩
本作のもう一人の主人公。普段はロゼットの助手をしている少年だが、実は彼女と契約を交わしている悪魔。どこまでも気弱でおとなしく優しい、悪魔らしからぬ性格をしている。かつてやむなき事情でアイオーンと共に魔界に反旗を翻し罪人（とがびと）となったため、魔界の悪魔たちから命を狙われている。一方でその後ある出来事が元でアイオーンたちとも離反したため、彼らからも狙われることとなってしまった。
悪魔の力の証である尖角（ホーン）を折っているため「折れた尖角」とも呼ばれている。他の二つ名として「罪人クロノ」「爵位剥奪者」など。ロゼットの寿命を消費し、本来の力を出すときは少年の姿から大人の姿へと変身する。
人間・少年（ノーマル）時は見た目12歳、悪魔・青年（トゥルース）時は見た目20歳。人間に扮しても耳は尖ったままで、すべての悪魔に言える。少年の姿になると髪が長くなり、初対面のロゼットに一本の三つ編みにされて以来その髪型にしており、修道会に「処刑」されたことにされた際に断髪された。折れたホーンを隠すためのバンダナは外せず、死角を利用して外していることもある。
何かにつけて契約者であるロゼットを気にかけている。かつて自らの過ちで「大事な人」を失ったため、二度と同じ過ちを繰り返さぬことを自らと過去に失った人に対して誓っているようである。過ちとは、要約すると、仲間の頼みを聞いて重要な知識を持つ人物を連れだしたことと、自分と一緒にいたために相手も敵に居場所が把握されてしまったというもの。
また、ロゼットの事もただ単に契約者としてだけではなく、自分の側にいる「大事な人」として認識しているようである。人畜無害な悪魔であるものの、契約者のロゼットが敵にやられた際に、「動かなくなったじゃないか」と言ったことも。
最終決戦で一人、過去との決着をつけるためにロゼットを置いてアイオーンの元に向かい戦うことになる。その際に必ず帰る誓いをロゼットに約束し、後のロゼットはそれを生きる目的とした。なお、マグダラ修道会の記録上では1924年にマグダラの手によって処刑された事（下記のレミントン牧師と最終決戦前に行った一騎討ち）になっている。
ロゼットの死の間際にロゼットと再会した際に、最終決戦で使った武器の右腕と左目を失っており、青年姿のまま人間形態になっており（耳は悪魔耳のまま）、青年姿のまま後ろ髪が長くなり、尖角も契約者も宝石も無しに戦い続けたため、悪魔特有の再生能力を失っていた。地上に戻ったクロノの外見年齢は不明（20代ぐらいだった）。持ち帰った懐中時計は後にアズマリアの手に渡っている。
アニメでは、ヨシュアを解放するものの、同時に時間凍結され一時戦線を離脱。その後魂の存在となったマグダレーナの力を借りて復活し、アイオーンと決着を付ける。その際に聖女化したロゼットの血を何度も浴びてしまい、癒えることのない苦痛と戦いながらロゼットと共に最期の時を過ごした。人気投票では原作・アニメ共に、二位のロゼットを上回る一位を記録している。
身長/145cm
アズマリア・ヘンドリック
声 - 千葉紗子 / 川澄綾子
ポルトガル出身のソプラノ歌手。ファティマの予言に記された「御使い」であるとされる少女（ここで言うファティマの予言はあくまでも作中内におけるものであり、実際のファティマの予言とは大きく異なる）。切りそろえた白銀色の髪、赤い眼、白い肌、内向的だが要領がいい性格が特徴。物語当時は12歳。ラスベガスのカジノの騒動で歌声を利用されていたことがあり、アイオーンにも「ベガスの歌姫」として名が知られていた。あだ名は「アズ」や「アズっち」。
「博愛」の力を司る地上代行者（アポスルズ）の一人。悪魔崇拝者によって（名目上の養女として）捕らわれていたところをロゼットとクロノに救われ、その後2人の強い生き様に大きな憧れを抱くようになり、悪魔祓いの見習いとして彼らの下に就くことになる。
普段は、マグダラ修道会の聖歌隊の一員として活躍している。
自らの唄う歌（要するに魂からの声）によって地上代行者としての能力を発現することができる。幼い頃からの不遇（地上代行者は総じて力の代償として幼少期より不遇にさらされる）により、自分の生や意志をあっさりと諦めてしまうきらいがあったが、ロゼットたちに出会うことで考え方が変わっていく。その後は一種の天然ボケ娘へとキャラクターがシフトしていくことになる。
力が宿ったのは両親が乗った馬車の中で熱病に犯されていた時だが体が弱い設定はない。
物語途中で罪人たちに拉致され、アストラル体を操る地上代行者として操られる。しかしロゼットによって再び救われる。物語終了後、全ての地上代行者から能力は消え去っている。なお1998年に老齢にて没している。
また、この世界の現代においては彼女の血縁の手によって「ヘンドリック財団」が設立されている。
フィオレ共々連載時の読者コーナーなどにもよく登場している。こちらは本編とは若干性格が異なり、「黒アズ（っち）」「裏アズ（っち）」などと呼称されることが多い。アニメDVDの「アズの補修授業」の主人公でもあり、メタ発言が多いキャラである（彼女に限らず、原作のオマケ漫画に登場しているキャラは沢山いる）。
アニメでは、運命という大波の前では彼女の力はあまりにも無力であり、サテラやクロノそしてロゼットの最期を看取ることとなる。しかし彼女たちが必死で歩んできた人生に報いるためにも、シスターとなって今自分のいる激動の時代を懸命に生きることを誓った。余談で、シスターになった際の衣装は、原作の修道騎士・ライブラの衣装がモデルである。
生年月日/1912年3月12日　身長/141cm　体重/37kg　3サイズ　B/68 W/49 H/69
サテラ・ハーベンハイト
声 - 根谷美智子
ロゼットたちが任務中に知り合った長い赤毛の妖艶な女性。アイオーン一派によって襲われた宝石使いの一族・ハーベンハイト家の最後の生き残りで「宝石の魔女（ヘクセン・デア・ユヴェール）」の通り名で知られる魔石使い（ジュエルサモナー）。物語当時19歳。父は美術商の元締めで、母は宝石使いだったが、10年前の事件で両親を亡くし、母の晶喚石も盗まれてしまう。原作では母の顔が少しだけ見え、アニメでも母親の倒れている姿が描かれている。
宝石（ユヴェール）を使い、「晶喚（ラーデン）」のかけ声で十二星座（誕生石）をモチーフとした晶喚獣を編み出す。使い魔は「輝力（きりょく）」というタイムリミットが切れると消えてしまい、晶喚獣へのダメージは魔石使い自身へのダメージとなり、同じく魔石使いへのダメージも晶喚獣へのダメージとなる。
幼き日に見た「尖角の無い悪魔」を仇と狙っている。当初はクロノがそれと勘違いするが、実はそれは自らの尖角を武器に作り変えたアイオーンだった。また、アイオーンによって連れ去られた姉フロレット・ハーベンハイトを探している。
初めはロゼットと何かと対立することも多かったが、彼女たちとの幾多の冒険を経ていくうちに彼女を信頼するようになり、温かく見守るお姉さんへとキャラクターが変化していき、ショタコンを茶化すギャグシーンも増えていく。
ドイツ出身なのでドイツ訛りがあり、豪邸育ちのお嬢様の為、庶民の文化に慣れていない。意図せずに男性を誘惑してしまうところもある。我儘なのか、冷え性なのかは不明だが、ファーコートが手放せない様子。
幼少期に、強い魔力を持った姉・フロレットとの実力差に悩んでおり、後ろ向きなアズマリアに当時の自分を重ねていて、実は男女問わず年下の面倒見がいい性格である。姉との最大の違いは「魔法陣を使わないと晶喚を行えない点（幼少期は魔法陣を使っても晶喚ができなかった）」「自分専用の武器を晶喚できない点（晶喚獣のみが攻撃を行うため、サテラ自身は殆ど動かない）」であった。
容貌にはコンプレックスはないようで、アニメ版で幼少期にフロレットに癖の強い赤毛をブラシでとかされ、黄色いリボンを結ばれている描写がある程度であった（クロノに黄色いリボンを結び付けたロゼットとは対照的）。魔界（パンデモニウム）に乗り込む際に魔界と魔石（晶喚獣）の起源が一緒だと察している描写があり、アイオーンがハーベンハイト家を「知り合い」と揶揄している点から、ハーベンハイト家が悪魔と人間の子孫である点が匂わされている。
最終決戦においてフィオレとなった姉・フロレットを取り戻そうと説得を試みるも、逆に姉の死を自ら確信することとなった。結果として自らをフィオレと共に宝石に結晶化させ相討ちの形で封印することになる。その後、結晶化が解けぬまま1994年にオレゴンのニューポート海岸に姉と共に打ち上げられ、「ヘンドリック財団」が二人を回収、1999年2月に結晶化が解ける。アズマリアの孫からロゼットたちの生き様をアズマリアの生前の遺言を交えた記録映像で教えられた後、ロゼットの墓の前で仲間に恥じないよう自らの未来を生きることを誓った。
アニメでは、ショタコン描写が押さえ気味になり、原作以上のシスコンとなっている。原作ではロゼットに指摘されるだけで済んだ我儘さが、目に余るものとなっている。ヨシュアを連れて逃亡したフィオレを引き離すため、異次元の結界にてフィオレと対峙する。しかしフィオレはすでに人ではなく、アイオーンがフロレットの「サテラの姉」の記憶を「アイオーンの手先（ヨシュア）の姉代わり」の記憶に書き換えたと確信し、最後までフロレットの人格に固執し続け、「記憶が取り戻せないのならば」と自らと共に刃で貫く。結界が解けた現世でアズマリアの歌を聴きながら穏やかに息を引き取る。
生年月日/1905年6月10日/身長/172cm　体重/50kg　3サイズ　B/91 W/60 H/87

### マグダラ修道会
ケイト・ヴァレンタイン
声 - 榊原良子
マグダラ修道会N.Y.支部の実働エクソシスト統括者。周囲からは「シスター・ケイト」と呼ばれており、ロゼットの直接的な上司。いつもロゼットの破天荒な行動に振り回されて気苦労の絶えない毎日を送っている。羞恥心を覗かせる、訓練室で寒がるなど、良くも悪くも年長者らしい行動が多く、アニメ版のほうが強調されている。いつも鼻眼鏡をかけていて、お嬢様口調で喋る。
とても厳しい人だが、その半面で部下想いの優しい女性。悪魔のクロノを信用しておらず、嫌うまでは行かないが恐れて遠巻きにしており、番外編『エリザベス1921』でロゼットが同様の主張のモブシスターを全否定する演出があり、ロゼットと反りが合わない理由は、始末書以外にもあるのかもしれない。
年齢は聞かれると怒るが、29歳（物語当時）。レミントン牧師とは対照的に些細な表情に若々しさが覗く人物で、ロゼットとクロノの回想シーンにも幾度か登場している。
戦うシーンが少ないが元修道騎士で、本人曰く局長役よりも現場での仕事のほうが自分に合うと話している。修道院で報告書をまとめている時は現場にいないため、出番が少ないが、小説版に彼女似の眼鏡のスパイ美女が登場するなど、彼女を示唆する演出が多い。生前のマグダレーナを知るエルダーやレミントン牧師とは異なり、マグダレーナとの面識はないが、彼女を敬愛している。
物語後半でN.Y.支部局長を辞任し、マグダラ修道会の最終兵器、結界船・メタトロンの指揮を執り、魔界に「聖三位砲（トリスアギオン）」を撃ってロゼット達が魔界に突入する為の道を確保した。N.Y.支部局長はシカゴ支部局長のデッカードが後任になり、辞任する前も彼と連絡を取り合っていた。
アニメ版ではそうでもないが、原作版では体力勝負のエクソシスト統括者らしく密かにロゼットに負けず劣らずの肉体派。特に連載初期ではロゼットに対して関節技（変形コブラツイスト）を決めており、さらにはサブミッションフルコースなる荒業まで保持しているようである。
37歳となった後日談では、一生現場に骨を埋める覚悟だと話していて、ギリアム牧師等と共に年齢相応に年を重ねた姿で描かれた。アニメ版のドラマCDでは、現場に向かった時にロゼットに負けず劣らずの破天荒な性格を披露しており、原作と同じく参謀タイプであり、アニメ版では原作以上に慈悲深い姿を見せたこともある。
原作では問題児のロゼットの前で態度が豹変する設定だが、アニメ版は「普段のお淑やかな姿からは本性が想像できない」という描き方になっていて、原作でも電話ではロゼットと笑顔で会話している。
原作版、アニメ版共にドラマCDでレミントン牧師との漫才を追加され、アニメ版のドラマCDでは（レミントン牧師が彼女よりもうんと年上という設定をぼかされたためか）彼を「レミントン」と呼び捨てにしたこともある。アニメ版は一枚絵も含めて頭巾を取った姿や髪を見せた姿は出ずに終わった。アニメ版では頭巾の形状（後ろ姿）が他の修道女と異なる。
身長/168cm　体重/50kg
ユアン・レミントン
声 - 速水奨 / 関俊彦
マグダラ修道会N.Y.支部に所属する牧師で修道騎士（ミリティア、一般エクソシストの上位にいる特別なエクソシスト）。ロゼットとクロノの保護後見人であり、孤児であるロゼットの親代わりにして憧れの人。常にロゼットとクロノを見守り、時にその成長を助け、時に範を示し、時に導き、時に心を鬼にして辛くあたる、まさしく「親代わり」の存在である。どう見ても20代にしか見えないが、実際はかなりの歳を重ねている（原作前半にもアップの顔に伏線がある）。
アニメ版は原作版より容姿が若く、最終回で髪が無造作に伸びて容姿が衰える点は原作と共通。飄々として苦労を感じさせない性格で、アニメ版は改造人間ではなく完全人外なので、その性格が鼻に付くように描かれている。一人称は「僕」でドラマCD版は「私」。
彼の超人的な能力は、悪魔の生体組織「群体（レギオン）」を体に移植していたためであり、体のメンテナンスを長老にしてもらわなければならず、意識が途切れると「群体」の侵食が起こる為、眠ることが許されないなど、代償がある。
昔戦闘で大怪我を負ったことがあり、その際に「二度と元の体には戻れない」という宣告を受けて肉体改造を志願した（外見年齢の27歳はおそらくその時の年齢）。セブンスベル孤児院でアイオーンに連れ去られる前のヨシュアを修道会に勧誘していた頃はロゼットに強い反感を持たれており、ドラマCD版とアニメ版では特に強調された。直接的ではないが、ロゼットが彼の正体を知った後と彼がクロノを処刑しようとした後と後日談でも強い反感を持たれた。
クロノの処刑を「試練」「クロノの死を偽装するための演技」と語るが、彼は少年時代に修道会が保護するマグダレーナを死に至らしめたアイオーンとクロノの双子（特にアイオーン？）を憎んでいて、作中では「見習い時代に修道会の任務を果たせなかった」「悪魔が人間を殺し、仲違いする現場を見てしまい、トラウマを負った」「悪魔に二度以上負けたため、悪魔討伐を目指すようになった」以外の信念は不明となっている。他に、ロゼットと同様に「時間」を演出する役割がある程度であった。
サンフランシスコでの広場の戦いを機に物語前半と役割が一転し、十字架から出る光の剣の詳細やギリアム牧師との関係は謎が多い。
悪魔と同じ（近い）体と語るが、移植したレギオンの割合は40%程度で、傷はメンテナンス以外で再生できず、若さを保ったまま皮膚が崩れ、メンテナンスを止めれば松葉杖なしに歩けないほど衰えてしまい、悪魔（に近い）というよりは外見を取り繕った元人間であり、全てが終わった後はメンテナンスを止め、修道騎士も引退し、残りの余生を小さな教会で（顔は若いが老体そのものな）一介の牧師として過ごす。
アニメでは天から遣わされた「天使」であり、ニューヨークからサンフランシスコ間を一瞬で移動できる超常能力をもつ。しかし最後は神がもたらした運命を呪って廃教し、その罪滅ぼしとしてヨシュアを引き取る。永遠に歳を取ることがなく（生き地獄状態となり）、ラストシーンでは混迷に満ちてゆく世界に絶望して落ちぶれた彼の前に、ロゼットとクロノが命をかけて倒したはずのアイオーンが現れるという、さらなる絶望で幕が下ろされる。
要所要所で登場しているが、連載終了前の引きを担ったためである。クロノに劣等感を抱かせる役割は旅立ち編以降は殆ど見られなくなり、旅立ち編以降は最重要人物（特にアイオーン）が演じたらネタバレになる役をレミントンが演じるケースが多く、ロゼットの精神世界に登場するレミントンはアイオーン、シスターケイト、マグダレーナの今後の動きを示唆する演出が多く、狂言回し役は途中で罪人シェーダにバトンタッチされ、ラストのレミントンは、原作ではロゼットが再会したクロノと対偶の関係、アニメでは勝ち逃げしたアイオーンのと対偶の関係となっていた。
見習いシスターをかわいがる様子を色目と勘違いされてはシスターケイトに叱られており、アニメ版ではロゼットよりもヨシュアの保護者として描かれ、原作でもロゼットや子ども達のみの保護者ではなく、黒幕候補の一人として引きとミスリードを担った人物だった。大人になったロゼットの元から去るシーンは修道会のメンバーとロゼットの墓参りをするシーンよりも時系列的には前である。
身長/183cm　体重/68kg
エドワード・ハミルトン
声 - 西村知道 / 梅津秀行
マグダラ修道会N.Y.支部の兵装開発主任。通称・長老（エルダー）。スケベな性格で、修道会のシスター達の色気の無さに不満を漏らしていて、レオタードを着たシスター柄のマグカップを使うほど（アニメ版は風で見習いシスターたちのスカートがめくれてドロワーズが露わになっただけでも満足していた）。
開発の技術は確かなもので、見習いシスターたちにも修道会の上層部にも一目置かれている人物である。クロノはロゼットの助手だが、所属的には彼の預かり（悪魔研究の参考資料的扱いとして）になっている。
ロゼットたちエクソシストの兵装はほとんどが彼の手によるもので、レミントンの体（群体）のメンテナンスも行っている。かつて、マグダラ修道会に少女時代のマグダレーナを連れてきたことがあり、レミントンと共にクロノの過去を知る数少ない人物で、ケイトやギリアムの理解者でもある。最後はレミントン共々、マグダラ修道会を引退した。
身長/149cm　体重/42kg
アンナ
声 - 増田ゆき
ロゼットの同僚シスターその1。そばかすがチャームポイントの、勝気な少女。初登場回はACT7。後日談では少女時代の面影を残した大人のシスターになった。
クレア
声 - 力丸乃りこ
ロゼットの同僚シスターその2。黒髪で少しタレ目気味の、おっとりした雰囲気の美少女。初登場回はACT7。ロゼットが連れて来たクロノを悪魔だと知るまで、クロノを男性として気にしていた裏設定がある。後日談では髪をやや短くした品のあるシスターになった。
メアリ
声 - 小暮英麻
ロゼットの同僚シスターその3。口元が可愛い、ショートカットの少女。初登場回はACT7で、初期はアンナとクレアよりも出番が少なかった。後日談では少女時代のロゼットに似た髪型にしていた。原作では胸が小さめだがアニメではクレア、アンナぐらいの巨乳にされている。
シスターヘレン
声 - 夏樹リオ
ACT7で幽体離脱したロゼットを最初に目撃した見回り担当のシスター。見習いよりも目上で、頭巾に髪をしまい、ベルトを着けない修道服を着ている。ドラマCD版の初回特典の付録のポスターでメアリの代わりにクレア、アンナと共に描かれたこともある。キャストはドラマCD版のもの。
ストーム・ヴァレリィ、フェザー、ライブラ、アレク&シュトラウス、レインバック
名前が判明している脇役の修道騎士。全員能力を使っている姿が描かれているが、能力の詳細は描かれていない。フェザーは小説版でヴァイオリンの音域結界を生み出す能力が説明された。名称不明の修道騎士もいる。
ウィル、ジェーン
マグダラ修道会カルフォルニア事務所の偵察隊で、ギリアム牧師とシスターグレイスの仲間。ウィルが牧師でジェーンがシスター。見た目は若いがギリアム牧師とタメ口で話し合う仲。ジェナイに首を狩られて戦死する。
モブのシスターや牧師や聖歌隊について
アンナ、クレア、メアリはロゼットの同僚のシスターたちで、主にアニメで出番が多い下位クラスのエクソシストで、基本的にケイトの、時にはレミントンの配下でロゼットたちの戦いを支援する。なお、アンナ、クレア、メアリはアニメでのクレジットにはそれぞれの名前に「シスター」が付き、レギュラーに名前を呼ばれることも多く、アニメ版DVDのパッケージでは頭巾を取った姿が描かれ、（主にアニメ化後に）原作のパッケージを飾るケースも増えた。
ドラマCD版ではアンナ、クレア、メアリの台詞を発する声優がいるが、姿とキャラクター名の記述がない。名前が不明の何度も登場しているシスターや牧師もいる。スティン牧師のように名称のみが判明しているキャラクターもいる。修道騎士以外のシスターや牧師や聖歌隊も役職によって衣装が異なる。聖女と悪魔がテーマの本編では、女性エクソシストの活躍が描かれるケースが多い。
ジャック・ギリアム
声 - 松本大
マグダラ修道会サンフランシスコ支部の牧師で修道騎士。支部の代表的存在。ユアン・レミントンの旧友で、同僚のシスターグレイスと共に行動している。レミントンとは異なり年齢相応の中高年だが、彼と同世代だと思われ、カラーイラストでレミントンと一緒にマグダレーナの墓参りをしていたこともある。
最終決戦が終わった後、飛行機でシスターグレイスと共に1コマのみ登場している。後日談では人手不足のN.Y.支部でシスターグレイスと共に、シスターケイトの手伝いをしていた。
オマケ漫画での扱いは悪いが、途中から登場した修道会のメンバーでは出番が多く、旅立ち編以降のレミントンのキャラ立てに一躍買っている人物である。
シスターグレイス
ギリアム牧師と共に行動している修道騎士で、唇の厚い筋肉質で力持ちの女性。ギリアム牧師の重火器の管理と指示を担当し、仲間に食べ物を届けることもある。言葉使いと人使いは荒いが気のいい性格で、ギリアムと共にアズマリアたち聖歌隊の歌声に聞き惚れていたことや、ウィルとジェーンと共にサンフランシスコ支部の基地の掃除をしていたことや、ギリアムと肩を組んで助け合っていたこともある。完全版の最終巻のカラー集合絵でギリアムと共に描き下ろされた。
デッカード
マグダラ修道会シカゴ支部の局長で、眼鏡をかけてローブを羽織った中高年男性。物語の途中で辞任したシスターケイトに変わり、N.Y.支部局長を務めることになる。
エリザベス・グランバーグ
番外編『エリザベス1921』と後日談のみのキャラクター。通称ベス。マグダラに入ってからできたロゼットとクロノの初めての友人。14歳の誕生日の手前に脱会し、その後（ロゼットがかつて憧れていた）医者となり、末期のロゼットの担当医として全力を尽くした。
牧師の父の勧めでマグダラ修道会に入り、父の死をきっかけに脱会。規律違反が嫌いな真面目な性格で、元々は悪魔のクロノとそのクロノの契約者のロゼットを嫌うモブシスターの1人だった。ふとした事件がきっかけでロゼットに理解を示すようになり、他のモブシスターたち（シスターケイトも?）とロゼットの誤解を緩和した。脱会時に、ロゼットとクレア、アンナ、メアリの三人娘（とあと一人、顔が見えない見習いシスターがいた）と一緒に記念写真を撮っている。
13歳で脱会したため、12歳以下に向けた薄紫色の修道服から、ベールを付けた黒づくめの修道服に変わる姿が描かれていた。
エリー・ヒューイット
声 - 國府田マリ子
番外編のみのキャラクター。11歳（年齢と名字はアニメ版のドラマCDのもの）。ニューヨークの病院で車椅子生活をしている病弱な少女で、窓から見える感謝祭を見ているうちに人形展の人形に憑依し、夜の街を彷徨い歩くようになった。病室にも小さな人形を置いている。アニメ版のドラマCDでは足を痛めた事故時に壊してしまった好きな人形に似た人形を見て憑依してしまった設定。
ドラマCD版では原作に登場しないアズマリア、サテラが事件の解決に携わり、医師ではなく母親がエリーの病状の説明をした。後に修道会が足の霊的治療を行うことになる。

### 罪人サイド
アイオーン
声 - 井上和彦 / 佐々木誠二
全ての元凶を作った悪魔で、罪人たちのリーダー。クロノと対照的なたれ目がちな目に長い白銀色の髪に浅黒い肌をしていて、生まれたばかりの頃は髪と肌がクロノと同じ色だった。クロノのことを「マイブラザー」と、ロゼットのことを「お嬢さん」と呼び、罪人サイド以外の人間を本名以外の通称で呼んで煽る。代弁者の鷲を使役することもある。悪魔の姿になると普段かけている眼鏡が消える。この世の真理に触れ、世界の狂ったシステムを改築しようと行動する。そのために自ら尖角（ホーン）を折り、パンデモニウムとの関係を断ち切った。
目的のために仲間を犠牲にする非情さを持ち合わせているが、蔑ろにしている訳ではなく、時にはアメリカンジョークを使ったお茶目な面も覗かせる。55年前にパンデモニウムで成人の儀式を受けた際に「世界の真理」を知り、この世の全てに絶望し、クロノと対照的な容姿になった。そのことがきっかけでパンデモニウムから離反し、行動を起こすようになる。クロノの事を兄弟と呼ぶが、理由はパンデモニウムの中枢（制御）ユニットとなった女性「リリス」を母に持つ双子（兄：アイオーン、弟：クロノ）であるため。最終決戦でクロノやパンデモニウムと共に宇宙の彼方へ消え、その後の消息は不明。
アニメでは、自分以外の誰をも信頼することなく、己の真意を一人で抱えたまま「自由を得る」という名目を掲げて罪人たちを束ねていた。魔石（ユヴェール）を嵌めた剣で戦う能力の他、クロノの時間を止めて凍結させる能力と対照的な時間を進めて腐敗させる能力が追加され、ロゼットやサテラを誘惑するシーンも存在する。最終的にクロノによって倒されるが、ラストシーンで復活した姿を現した。
原作ではレミントンやヨシュアなどの修道会サイドの男性陣や侯爵デュフォーが黒幕と結末をぼかす役割を担っているが、アニメは原作がほぼ出来上がってから制作されたため、彼らの役割がすべてアイオーンに統合され、ロゼットをクロノから女性として寝取り、サテラを女性として辱めるクロノと対照的な悪魔という彼特有の役割が明確になり、アイオーンのラスボスとしての立ち位置がより分かりやすくなった。原作では彼の「世界の真理」を見た感想（正確にはそれを物理的に再構築できなかったことへの愚痴）は最終決戦後、ロゼットとクロノに負けた後に判明した。
ヨシュア・クリストファ
声 - 皆川純子 / 保志総一朗
ロゼットの弟。物語当時15歳。他人の怪我を治すという不思議な能力を持っていた。将来の夢は冒険家だったが、幼少時は病弱で、ロゼットに世話をかけさせていること、セブンスベル孤児院の子どもたちに発作をからかわれることに強いコンプレックスを抱いていた。また、治癒能力で自身の病気を直すことはできない。
セブンスベル孤児院時代はマグダラ修道会のレミントンから能力者の彼を保護する勧誘が来ていて、過保護でブラコンなロゼットに「ヨシュアの能力を悪用しようとしている」と勘繰りされて死守されていた。
ある日、アイオーンから強い体を得られるという誘惑を受けて、クロノの尖角（ホーン）を頭に付け、悪魔の尖角と天使の翼（普段は消している）を同時に身に着けた堕天使のような姿となる。その強大な力の反動で自我を半分失い、自分たちの住む孤児院の時を止め（尖角を手に入れて身に付けたもので、元はクロノの特殊能力）、アイオーンと共に姿を消す。
尖角を着けられた後も、苦手なニンジンを残すなど、元のヨシュアの面影が残っており、「悪魔の力の源の魔石（ユヴェール）を作る人形にされたフロレット（フィオレ）を、ロゼットと見間違って「姉さん」と呼んだのがきっかけで、最愛だった妹・サテラや上司のアイオーン以上に健気に尽くされるようになった。
実はアズマリアと同じ「御使い」と呼ばれる地上代行者（アポスルズ）であり、DVD特典の「アズの補修授業」では、七つの美徳の「希望」の体現者だという説明がなされた。
パンデモニウムにて冒険の途中で拉致されたアズマリアや残りの5人の地上代行者（アポスルズ）と共に集結し、最終決戦では巨大なパイプオルガンを使ってアストラルライン（アストラル＝霊素＝魂の経路）を操り、残りの地上代行者（アポスルズ）にオラトリオを詠唱させ、ロゼットと一対一で戦った。ロゼットが尖角を撃ったと同時に正気を取り戻し、自ら尖角を折った。
セブンスベル孤児院時代にマグダラ修道会から勧誘されていたのは、後にレミントンがヨシュアを拉致しようとしていたアイオーンの存在を知っていたためだと判明し、ロゼットとクロノはヨシュアがアイオーンに誘拐された後に（修道会の任務であるアイオーン討伐のために？）勧誘するなど、興味が希薄だった。
全てが終わった後、贖罪のためにマグダラの牧師として活動した。フィオレの事は命の恩人として見ており、正気に戻った後のヨシュアとフロレットが両想いか否かは不明なままで、二人が洗脳されていた頃に、アイオーンには「足らない者同士で惹かれ合う」と予想されていた。本編でフィオレを一度も「フロレット」と呼ばなかったが、彼女の秘密を知っていた可能性がある（後述）。
アニメでは、クロノに尖角を折られた衝撃で精神が崩壊、記憶を失い心を幼児退行させてしまう。その後、レミントンと共に生活し、原作と同様に末路は有耶無耶なままだった。また、クリストファ姉弟の絆の描写が端折られた代わりにハーベント姉妹の絆の描写に焦点が当たり、原作においてもロゼットのブラコンがサテラのシスコンと対の描き方をされていたのが分かり、ヨシュアが（彼を男性として愛したフィオレはともかく、家族として愛するロゼットにとっては）男女どちらでも通じる役割だったのはそのためである。
原作における騎士（クルセイダー）に取り戻される囚われのお姫様のポジションであり、アイオーンに攫われるのはどの媒体でも共通であるが、ドラマCDではアズマリアに、アニメではロゼットに同様のポジションが当たっていた。
フィオレ / フロレット・ハーベンハイト
声 - 桑谷夏子 / 堀江由衣
常にヨシュアの傍に寄り添っているメイド姿の女性。お菓子のプリンなどの料理を得意としている。サテラと同じく「魔石（ユヴェール）使い」であるのは、彼女の実の姉（の肉体）であるため。どんな時でもヨシュアのことを第一に考え、彼に害を及ぼすなら上司に当たる罪人でも許さない姿勢を取る。
アイオーンには「フィー」の愛称で呼ばれ、魔石を生み出す操り人形にされている。拉致されたての頃は動かなくなった体を大量の管で繋がれた状態で椅子に座らされており、手の上で魔石を生み出すのが精いっぱいだったが、ヨシュアの一言で再び命を吹き込まれてからは、家畜のような首輪・手枷を着けられた姿で動くようになる。
妹・サテラと違い、魔法陣を使わずに晶喚獣を晶喚し、自身の武器である小手とハルベルトも編み上げる。ドラゴンエイジの付録の画集にはサテラに編んであげたかサテラが編むのを手伝った馬型の宝石の精が描かれており、アイオーンとフロレットの初対面の手前のエピソードだった可能性が高い。「フロレット」から「フィオレ」にされた後は、悪魔のような体質にされ、最終決戦でサテラの晶喚獣に小手ごと腕を破壊されても無傷だった。最終的にフィオレ自身がハルベルトでサテラとサテラの晶喚獣に同時に致命傷を負わせ、一時的に戦闘不能状態にした。ハーベンハイト姉妹の晶喚獣同士の力ははほぼ互角であったが、フィオレの態度が無気力であったことからフィオレが手を抜いていた可能性もある。
「フロレットは10年前に死んだ」と発言しているが、ヨシュアに（ロゼットと見間違って）「姉さん」と呼ばれて再び魂を吹き込まれた経緯を持ち、部分的に人間らしさが残っていて、ヨシュアを意識して初めて芽生えた感情もある様子だった。「フィオレの体」を強く意識しており、冷たい心を石に例え、人形のような体を花に例えていた（アニメでは人間の肉体を卑下し、儚い影や宝石に例えている）。アイオーンに拉致されたアズマリアに妹がいることを明かしているため、ヨシュアにも自身の正体がフロレットだと明かしていた可能性が高い。
ヨシュアと比べて過去の説明が少ないが、ヨシュアを似た者と認識していた点と、魔女だと思われないように謙虚に振る舞っていた点から、サテラとは違ったコンプレックスを持っていたのが分かる（元から自慢の才媛という人形扱いであった可能性が高く、ハーベンハイト家が人間と悪魔の子孫だと匂わされている描写もある）。
原作では連れ去られた当時の少女の姿のままだが、アニメ版は連れ去られた後も年齢を重ねており、フロレット時代が原作よりも幼いデザインに直されている（ハーベンハイト家襲撃時のサテラが9歳でフィオレの外見年齢が15歳なため、フィオレは本来ならば25歳。アニメはフロレット時代が原作より幼いため、フィオレは19歳のサテラよりやや上の20～20代前半）。
最終決戦でサテラと共に結晶化し、ヘンドリック財団の尽力によって結晶化が解けるが、サテラが目を覚ます前にヘンドリック財団から姿を消した。その後、ロゼットの墓前で誓いを立てるサテラを見届けた後、下記のシェーダと共に去る。
アニメでは、精神が崩壊したヨシュアを連れての逃亡中、サテラ（正確にはサテラの晶喚獣）によって異次元の結界へ送り込まれる。そこでサテラ共々刃に貫かれ、記憶を取り戻すと同時に体が霧散した。原作ではサテラのお揃いのピアスは双子座の誕生石（元々は両方フロレットのもの）だが、アニメでは姉妹が持たされている刃に変わるお揃いの護身用の道具で、かつてフロレットはこの刃を持ってハーベンハイト家を襲うアイオーンに立ち向かった。
シェーダ
声 - 笹本優子
ネコ耳が特徴の罪人。頭脳労働派を自負しており、罪人たちの拠点「楽園（エデン）」の管理者や、ロゼットの持つ懐中時計「アストラル集束制御ユニット」の設計・製作者でもある。彼女のネックレスとフィオレの首輪・手枷（おそらく尖角の簡易版のようなアイテム）も彼女の発明品である可能性が高い。
陽気で優しい性格であり、ヨシュアや連れ去られたアズマリアともすぐに打ち解けている。拉致した地上代行者たちに何度も謝ったりするなど申し訳なさも抱いており、彼らの役目が終わった後は無事に帰還させている。
クロノに対してもずっと仲間として接しており、アイオーンとクロノが対立している事、フィオレを攫ったことにも心を痛めている。また、クロノとアイオーンの一騎討ちにも唯一立ち会っている。登場こそは物語後半であるが、狂言回し的なポジションであった。
最後まで生き残った罪人で、現代ではフィオレと共に行動している。その際にフィオレの呼び方が「フィーちゃん」から「フロレット」に変わった。
アニメでは、明るい性格はそのままに、悪魔らしい狡猾さを備えた人物となっている。原作とは違い、「贖罪の儀式」後レミントンにあっさりと敗れ去る。
リゼール
声 - 沢海陽子
下半身が蜘蛛の姿をした罪人。最初にロゼットに接触してきた罪人で、アイオーンに想いを寄せている。その為、彼が執着するヨシュアの事を快く思っておらず、そのヨシュアが所望するロゼットの事も少なからず憎んでいた。最期はロゼットの福音弾（ゴスペル）によって葬られる。
元々蜘蛛の姿をしていた訳ではなく、過去にとある事故によって半身を失い、その補完を行うために蜘蛛の姿になった。
クロノとアイオーン以外で初期設定からいた唯一の罪人で、七つの大罪の「嫉妬」がモチーフ。
「愛する男性に愛される人物とその姉（ロゼット）に嫉妬し、ロゼットにその点と想い人に愛されていない点を指摘されて優越感を持たれる」というエピソードを明確に描かれた唯一の女性で、アイオーンには愛されていないが、他の罪人仲間には信頼されている。
ジェナイ
声 - 遠近孝一
罪人の中でも残忍な性格をしており、人間であるヨシュアやフィオレの事をあまり快く思っていない。マグダラ修道会のレミントンのことは「十字架野郎」と呼んでいた。その反面同族意識は高く、リゼールが死んだことを聞かされると誰よりも憤慨していた。それ故、裏切ったクロノを強く敵視していた。リゼールと同様、過去の事故で両目を失い、常に布で覆っている。右腕も失い、留め具で留めて鋏を装着した腕になった。最戦の混戦の最中に死亡。
アニメでは「贖罪の儀式」の後、デュフォーの圧倒的な力の前に敗れ去る。
ヴィド
声 - 木村雅史
体格の良い罪人。基本的にジェナイと共に行動しており、知的で落ち着いた性格と相まって、感情的になりやすい彼を制止する役に回っている。アイオーンの事を王と称えていた。ジェナイ同様クロノを敵視しているが、アイオーンの命によって攻撃されても本気で戦うことはしなかった。また、最終決戦の場面ではクロノを導いたりもした。最終決戦の混戦の最中に死亡。
アニメでは、マグダラ・追っ手の混成軍との戦闘の折、ジェナイを庇ってロゼットの福音弾を受け、致命傷を負わされたところをカルヴによって葬られる。

### その他の登場人物
公爵デュフォー
声 - 若本規夫
罪人たちの追っ手側のリーダー。その力はアイオーンやクロノをも凌ぐ。
最終決戦の場で登場し、アイオーンを一瞬で戦闘不能にした。しかし、パンデモニウムに注がれたアストラル体の氾濫によって動きを拘束され、アイオーンに殺害された。
アニメでは、罪人たちを追い詰めるためマグダラと手を組む。巧く連携を取っていたが、ロゼットがさらわれ人間側に動揺が走ったことをきっかけに同盟解消。自分たちだけでアイオーンを捕らえようとするが、聖女化したロゼットの血を浴びて消滅する。
アニメでのみ、顎髭を抜いて飛ばす癖を持つ。
子爵ボルゾ
声 - 江川央生 / 宝亀克寿
子爵レライエ
声 - 家中宏 / 速水奨
クロノに敗れ、消滅寸前だったところをリカルド・ヘンドリックとの契約により生き永らえる。
当初こそリカルドの命に従いアズマリアを監視していたが、クロノとの再会により翻意。収束機で集めたアズマリアが歌声で読んだ生気（アストラル）を自らに注ぎ、契約の鎖を破壊し、リカルドを殺害する。激戦の末、真の姿を現したクロノに心臓を貫かれ爆死する。
リカルド・ヘンドリック
声 - 家弓家正 / 麦人
アズマリアの養父。裏の世界では知られた悪魔使い。世界大戦で死んだ妻を蘇らせる、ただそれだけの為にアズマリアの力を利用した。肺病を病み、自分には時間がない事を悟り焦ったのをレライエにつけ込まれる。
メルダ
第一次世界大戦の爆発に巻き込まれて命を落としたリカルドの愛妻（名字はリカルドと同じか不明）。唯一残っていた小指を使い、水槽の中で肉体のみを復元した。アズマリアの天使の歌声を使い、生気を集めたアストラルライン呼べば命を蘇生できるとレライエはリカルドに吹き込んでいたが、それは罠だった。
カルヴ
声 - うすいたかやす
罪人たちの追っ手。巨大なブタの姿をした悪魔。
クロノを追ってきたが、ロゼットたちの連携の前に敗れる。
アニメでは、共同戦線を張っている内に人間たちのことを気に入ってしまう。戦闘の際に修道士たちを守るため、ヴィドを道連れに死亡する。
グーリオ
声 - 中田雅之
同じく罪人たちの追っ手。理性的な悪魔。カルヴと共にクロノを追ってきたが、レミントン率いる精鋭の救援部隊に捕獲される。
アニメでは、共同戦線を張っている時は人間の姿をしていた。同盟解消後、デュフォー同様聖女化したロゼットの血を浴び死亡。最後の力を振り絞ってクロノたちに助言を残す。
シュタイナー・ミュンヒハウゼン
声 - 丸山詠二
ハーベンハイト家の老執事。サテラが孤児となってからもサテラに誠心誠意仕える。ロゼットたちが居候した時にも何かと世話を焼いていた。最終決戦には参加せず、ロゼットたち4人が写った最初で最後の写真を所持しながら待つ。ロゼット死亡時にはまだ存命。腰痛に悩んでいるとロゼットに手紙を書いていた。
サテラとフロレット（フィオレ）の一騎打ちの回想シーンで、幼いサテラの忠臣として長旅をする姿が描かれていて、サテラに一緒に笑い合える仲間が出来た時は非常に喜んでいた。アニメではハーベンハイト家の庭園でお茶会（カフェトリンケン）を催して幼いサテラとフロレットにコーヒーを淹れる姿が描かれていた。
アニメでは、ジェナイに殺害される。
マグダレーナ
声 - 川上とも子
50年前にクロノとアイオーンが対立する原因となった女性。通称「先見の聖女」。物事の全てを見通す「事象視」の能力を持つ聖女としてマグダラ修道会に保護されていたのを、クロノが連れ出した。ずっとクロノに憧れており、クロノも次第に惹かれていく。見た目は18～20歳前後。
「魔界（パンデモニウム）の首」を捜索するための探知機としての役目を担わされていた。当初でこそ罪人たちに疎ましがられていたが、恐れずに普通に接するため、次第に罪人たちとも家族のように打ち解けていく。だが、パンデモニウムの首が覚醒した際に意識を汚染され、「世界の真理」の情報が漏れることを恐れたアイオーンはクロノに殺害を命じる。クロノはそれを拒否し、アイオーンに殺されかけるが、瀕死のクロノを救うためクロノの爪を自らの肉体に突き刺す契約によって命を差し出す。しばらくは逃亡生活を続けていたが、最終的に一緒にいたクロノの存在が鍵になって追いつかれ、アイオーンの手によって殺害される。
死の間際にクロノに言い放った台詞はクロノにかけたポジティブな台詞とも自分にかけたネガティブな台詞とも取れる叙述トリック風の台詞で、クロノはどちらとも解釈せず、できる限り人畜無害の悪魔でいること、マグダレーナの面影を負ったロゼットを守り続けることだけに生かした。ロゼットの魂を削って暴れる際には毎回相応の理由があった。
クロノを「事象視」の能力で「自分の命を奪う人」と認識した時の態度も愛の告白とも性嫌悪とも取れるもので、長老の前で似た態度を見せたことがあり、マグダレーナと同様にロゼットも二通りの解釈、複数の解釈ができる台詞を話すシーンが幾度かあった（ドラマCD版とアニメ版は声付きになったことにより、ドジで愛嬌があり、悪意がないロゼットの性格が分かりやすくなっている）。
アニメでは、彼女の存在は聖女の偽者として、アイオーンの計画を防ぐ為に神から遣わされた罠であり、彼女を殺させようとしたのは、そのことに気付いたからとなっている。
マグダラ修道会には「聖女マグダレーナ」の名前で名が残されており、修道院内に油彩画が飾られていて、実際のマグダレーナとは容姿の細部が異なる（解釈が複数ある以外に、50年前より遥か昔からマグダレーナの前世の女性が複数いたせいもあるのかもしれない）。時にはロゼットの母性に例えられ、時にはアズマリアの成長する意志に例えられ、アズマリアは幼少期に未熟で悩んでいたサテラに似ているとされ、ロゼットを男性にして病弱にしたようなヨシュアとフロレットは似ているとされ、ケイトもマグダレーナの意志を受け継いでいるとされ、マグダラ修道会の人間が意識する抽象概念であり続けている。
ロゼットの懐中時計（作者は罪人のシェーダ、メンテナンスをするのは修道会のエルダー）の中にいてロゼットの魂を繋ぎとめていたのは彼女とされたが、ロゼット以外に認識した人物はおらず、左目が欠損している点がラストのクロノと共通だった。
エルダーとレミントンは生前のマグダレーナを知っているが、作中でケイトは初めてエルダーとマグダレーナが顔見知りであると知った。ロゼットはリゼールの嫉妬心を指摘したことがあるが、完全版ではロゼットがマグダレーナに嫉妬心を持っていたことが明かされている。
身長/164cm　体重/49kg
リリス
広大なグランドキャニオンでアイオーンが追い求めていた「パンデモニウムの首」と呼ばれている存在。通称「未調律体人間リリス」。55年前にアイオーンが成人の儀で触れ、その際にクロノの話もされている。彼女を見つけるために、クロノはアイオーンに命令されて探知器役のマグダレーナをマグダラ修道会から連れ出した。
発見時は、ベルトで巻かれた女悪魔の生首型の装置で、生気のない不気味な目をしており、本体以外にも悪霊複数が取り巻いており、パンデモニウムの中枢部にいるリリスの本体（とされている）とリンクしており、パンデモニウムの復活に必要だった。封印を解くと大暴れしてジェナイとリゼールに致命傷を負わせ、首から下を形成している途中にアイオーンとクロノに破壊された。彼女の魂の中にあった（とされている）「世界の心理」とマグダレーナの心が共鳴してマグダレーナの意識が汚染されたため、「世界の心理」の情報が漏洩するのを阻止すべく、アイオーンはマグダレーナを殺害する。
その後、アイオーンは巨大な水竜かエイのような形をしたパンデモニウムを大西洋の海から空中に浮上させ、その際に津波がニューヨークの街を飲み込んでしまい、本体のリリスがパンデモニウムを動かす中枢代行制御体（コアブレインエミュレーター）と呼ばれる妊婦のような装置として登場。パンデモニウムの地上の乗っ取りを阻止すべく、数多の修道騎士たちと洗脳が解けた地上代行者たちが全力で奮闘した。
リリスはパンデモニウムの中枢部内では息だけをする装置として存在し、分身がパンデモニウム内の広大な水槽を泳いでいることもある。アイオーンがリリスの首を切り落として再び生首の姿にし、女悪魔の幽体（複数の女の悪霊で形成されている）を離脱させて、意識を失ったロゼットの肉体を新たな依り代として乗っ取らせようとするが、ロゼットとロゼットの懐中時計の中にいたマグダレーナの幽霊とクロノに、ロゼットの懐中時計を剣で刺そうとしていたアイオーン共々撃破される。この際に16歳のロゼットの肉体が死滅していたか、悪魔化したロゼットが新たなパンデモニウムの中枢部になっていたかは不明で、アニメ版のアイオーンに攫われて黒装束の聖女化されたロゼットは後者に近い解釈である。
リリスの抜け殻（亡骸、器、装置）の正体は、かつてクロノとアイオーンの双子を産んだ母親で、元は人間の母親に近い容姿の褐色肌の女悪魔だった。パンデモニウムを司り大量の悪魔を産む中枢部の身代わりとして来られた女性の人数とその扱われ方は、数を掌握できない程で、リゼールのように下半身が破損した女性も多かった。
結局、リリスの魂は息子たちが生まれるよりも昔に消失しており、装置となったリリスの内部にあったのは、神でも悪魔でもなく、誰かが勝手に作り出したルールで、物理的に存在しておらず、マグダレーナのように精神世界内で人物として意識することも不可能で、心が存在していて心を数多の人々に理解されないままだったマグダレーナとは対照的な存在だった。
作中では、生首、パンデモニウムの中枢部（その分身、再び生首にされた姿）、巨大な女悪魔の幽体、悪魔の母親の四段階の姿が出ているが、巨大な女悪魔の幽体は、特に元のリリスからは程遠かった。元のリリスが純粋な女悪魔なのか、元人間の女悪魔なのかは不明なままで、悪魔の父親の存在も明かされていない。
ヴィンセント・クリストファ
1886-1914。ロゼットとヨシュアの父親。妻の名前、詳細は不明。墓石のみの登場。
22歳で長女のロゼットを授かり、23歳で長男のヨシュアを授かった。おそらく、38歳の時に第一次世界大戦で戦死したと思われる。
幼いヨシュアと共に墓参りをする幼いロゼットが「パパとママは待っても帰って来なかった」「嘘のお葬式」と語っており、妻共々、死体が見つかっていない可能性が高い。
ロゼット（おそらくヨシュアも）は両親が帰って来なかったのがトラウマとなり、「待つ」のが苦手になり、育ての親であるレミントン牧師にもその想いを語っている。
その後、ロゼットはトラウマに打ち勝ち、アイオーンとの決着を付けるクロノを健気に待ち続け、ヨシュアはフィオレを忘れなかった。
ジーン先生、マシュー、ネリー、セイラ、ケビン、ビリィ
声 - 岡本嘉子（ジーン先生）、小暮英麻（ネリー）、浅野るり（セイラ）、増田ゆき（ケビン）、奥島和美（ビリィ）
4年前のミシガン州のセブンスベル孤児院でロゼット、ヨシュア、クロノが共に過ごしていた相手。クロノの尖角(ホーン)を与えられたヨシュアに時間を凍結される。ビリィはロゼットに片想いしていたがヨシュアの発作は疎ましいと思っており、足を治癒してもらった恩も忘れていた。最終決戦中に、当時の年齢のまま解凍される。
ジミーの母親とジミー
声 - 松下美由紀（母親）
ロゼットたちがサンフランシスコ行きの汽車・キャピトルリミテッド号の中で出会ったピッツバーグの実家に帰省中だった妙齢の母親と小さな息子の親子。荷物持ちを手伝ってくれたお礼にロゼットに袋入りのマフィンを渡す。リゼールに操られていた。
アズマリアとヨシュア以外の地上代行者（アポスルズ）
各国から集められた3人の少年と2人の少女。眼鏡をかけたイギリス人の少年、マフラーを巻いたロシア人の少年、ドレッドヘアのアフリカ人の黒人の少年、姫カットで着物姿の日本人の少女、最年少のツインテールのオージーの少女。ドラゴンエイジのみの掲載となった扉絵で集合絵が描かれた。
ジョエル神父
声 - 長嶝高士
原作版のドラマCD第二段『永遠の時間』に登場。ニューヨーク外の墓地で墓荒らしが起きた時に、マグダラ修道会にゾンビ退治の依頼を出した教会の神父。正体は永遠の命を求める悪魔で、目的の為にアズマリアを乙女の生餌にしようとする。紐の付いた小さな鐘を鳴らしてゾンビを操る能力を持っていたが、鐘をロゼットに破壊される。
スリム
小説版に登場するオリジナルキャラクター。飛行機による大西洋単独無着陸飛行を目指す青年。「スリム」は愛称で、ラスト近くでの彼の自己紹介によるとチャールズ・リンドバーグのようである。原作ではエピローグで名前のみ登場。手紙の束の一つを見てロゼットが「スリムだ、懐かしい!」と発言している。写真からすると再会もしている様子。

## アニメ
2003年11月24日 - 2004年6月9日にフジテレビで放送。全24話。
放送期間が長いのは、度重なる放送休止（そのほとんどが、放送機器メンテナンスによる）があったため（特に終盤）。
また、2007年3月30日 - 9月7日にAT-Xでも放送された。

### スタッフ
- 監督 - 紅優
- 副監督・モンスターデザイン - 神戸洋行
- シリーズ構成 - 冨岡淳広
- キャラクターデザイン・総作画監督 - 黒田和也
- メカニックデザイン - 川原智弘
- 銃器デザイン - 村松尚雄
- 美術監督 - 野崎俊郎
- 色彩設計 - 鈴木依里
- 撮影監督 - 鎌田克明
- 編集 - 廣瀬清志
- 音楽 - 七瀬光
- 音響監督 - 鶴岡陽太
- プロデューサー - 高瀬敦也、若松剛、冨岡重明、武智恒雄
- アニメーション制作 - GONZO DIGIMATION
- 製作 - フジテレビ、福音弾

### 主題歌
オープニングテーマ「翼はPleasure Line」
作詞 - 畑亜貴 / 作曲・編曲 - 上松範康 / 歌 - 栗林みな実
エンディングテーマ「さよならソリティア」
作詞・作曲・編曲 - 梶浦由記 / 歌 - 千葉紗子

### 各話リスト
| 話数 | サブタイトル     | 脚本         | 絵コンテ   | 演出            | 作画監督          |
| ---- | ---------------- | ------------ | ---------- | --------------- | ----------------- |
| 1    | シスターロゼット | 冨岡淳広     | 紅優       | 紅優            | 黒田和也          |
| 2    | 契約者           | 冨岡淳広     | 神戸洋行   | 神戸洋行        | 神戸洋行          |
| 3    | 御使い           | 冨岡淳広     | 加藤敏幸   | 加藤敏幸        | 吉田隆彦          |
| 4    | 罪人             | 冨岡淳広     | 阿部達也   | 秋田谷典昭      | 田畑壽之          |
| 5    | 修道騎士         | 冨岡淳広     | 川瀬敏文   | あべたつや      | 清丸悟            |
| 6    | 宝石の魔女       | 吉村清子     | 加藤敏幸   | 清水一伸        | LEE SIM IN        |
| 7    | 悪魔             | 冨岡淳広     | 中山勝一   | 中山勝一        | 米本リョウ        |
| 8    | 傀儡             | 高橋ナツコ   | 佐山聖子   | 佐山聖子        | 熊谷哲矢          |
| 9    | ヨシュア         | 冨岡淳広     | 加藤敏幸   | 加藤敏幸        | 吉田隆彦          |
| 10   | 尖角             | 冨岡淳広     | 石踊宏     | 石踊宏          | 飯田清貴          |
| 11   | けだもの         | ほそのゆうじ | 神戸洋行   | 神戸洋行        | 市川敬三 神戸洋行 |
| 12   | 聖夜             | 吉村清子     | 阿部達也   | 秋田谷典昭      | 田畑壽之          |
| 13   | 姉               | 高橋ナツコ   | 加藤敏幸   | 木村寛          | 斉藤和也          |
| 14   | 祈り             | 高橋ナツコ   | 鵜飼ゆうき | 鵜飼ゆうき      | 本村晃一 朝来昭子 |
| 15   | 追手             | 冨岡淳広     | 阿部達也   | 阿部達也        | 清丸悟            |
| 16   | 信仰者           | 吉村清子     | 佐山聖子   | 佐山聖子        | 熊谷哲矢          |
| 17   | 共犯者たち       | 吉村清子     | あべたつや | 紅優            | 斉藤和也          |
| 18   | 四人             | 吉村清子     | 加藤敏幸   | 加藤敏幸        | 米本リョウ        |
| 19   | 首               | 冨岡淳広     | 井硲清高   | あべたつや      | 清丸悟            |
| 20   | 毒               | 冨岡淳広     | もりたけし | 中山勝一        | 野崎真一          |
| 21   | マグダレーナ     | 冨岡淳広     | 阿部達也   | 秋田谷典昭      | 江上夏樹          |
| 22   | さよなら         | 吉村清子     | 加藤敏幸   | 加藤敏幸        | 吉田隆彦          |
| 23   | ノイズ           | 冨岡淳広     | 佐山聖子   | 神戸洋行        | 本村晃一          |
| 24   | クロノ           | 冨岡淳広     | 佐山聖子   | 紅優 鵜飼ゆうき | 香川久            |

### 映像特典
DVDの映像特典として、アズマリアを講師として、本編に登場する用語について解説する「アズでもわかるクロノクルセイド講座」が収録されている。全11回。

## 原作とアニメ版の相違点
中盤まではストーリー展開がほぼ同じであったが、アニメ放送時には原作は終盤とはいえ未完結状態であったこともあり、それ以降はストーリーも設定も大きく異なっている。アニメではキリスト教における様々な書物や伝説を独自に解釈して制作されている。
ストーリーのラスト
原作：決してハッピーエンドではない結末の中にも、未来への希望が見られた。
アニメ：専門用語が多用されている。締めくくりが「我々は神の示す道の前で、ただ呆然と時代を見ているしかない…」といった絶望的な一文で幕を閉じる。
パンデモニウムと悪魔
原作：パンデモニウムは地球外からの移民船で、悪魔はその移民（地球外生命体、宇宙人）である事が明らかにされた。アイオーンは悪魔も神も人が社会を構築していくための方便であるとし、それらの存在を否定した。
アニメ：悪魔は悪魔として確立されており、また神の存在も示唆していた。悪魔は人間を堕落させないよう天によって作られ、また人間を恐怖させることで神への信仰を続けさせるための存在であるとしている。
アイオーンの目的
原作：パンデモニウムの成人の儀式を受けた際「世界の真理」に触れ、世界を構築するシステムの全てを憎むようになる。地上代行者を集めてアストラルラインを操り、パンデモニウムにそれを注ぎ込むことでレギオンを氾濫させ世界を再構築させることが目的であった。
アニメ：言葉だけを並べるなら「自由を得るため」「ファティマ第2の予言の実現」「黙示録のもう1つの結末を描く」などが挙げられる。
「贖罪の儀式」を行って世界を混乱に陥れた後、それに伴って聖女化したロゼットを操り更なる混沌を作り上げようとした。おおよそは彼の目論見通りになったが、クロノに殺された時は「エロイ、エロイ、 ラマ、サバクダニ（神よ、神よ、なぜ私を見捨てたのですか）」という言葉を残している。

## 単行本
単行本は、角川書店より1999年12月から2004年9月までの約5年間に渡り全8巻が発刊された。2007年に絶版。
2010年1月に、森山大輔の作品『ワールドエンブリオ』を発行している少年画報社より新装版が刊行された。毎月2巻ずつ発刊し、全8巻。

### ドラゴンエイジ・コミックス
- クロノクルセイド Vol.1〝〟（1999年12月発行）ISBN 4-04-926143-X
- クロノクルセイド Vol.2〝〟（2000年6月発行）ISBN 4-04-926152-9
- クロノクルセイド Vol.3〝〟（2000年12月発行）ISBN 4-04-926161-8
- クロノクルセイド Vol.4〝〟（2001年9月発行）ISBN 4-04-926182-0
- クロノクルセイド Vol.5〝〟（2002年8月発行）ISBN 4-04-926203-7
- クロノクルセイド Vol.6〝〟（2003年5月発行）ISBN 4-04-926225-8
- クロノクルセイド Vol.7〝〟（2003年12月発行）ISBN 4-04-926237-1
- クロノクルセイド Vol.8〝〟（2004年9月発行）ISBN 4-04-926247-9

### ヤングキング・コミックス
- クロノクルセイド Vol.1〝〟（2010年1月発行）ISBN 978-4-7859-3291-6
- クロノクルセイド Vol.2〝〟（2010年1月発行）ISBN 978-4-7859-3292-3
- クロノクルセイド Vol.3〝〟（2010年2月発行）ISBN 978-4-7859-3311-1
- クロノクルセイド Vol.4〝〟（2010年2月発行）ISBN 978-4-7859-3312-8
- クロノクルセイド Vol.5〝〟（2010年3月発行）ISBN 978-4-7859-3332-6
- クロノクルセイド Vol.6〝〟（2010年3月発行）ISBN 978-4-7859-3333-3
- クロノクルセイド Vol.7〝〟（2010年4月発行）ISBN 978-4-7859-3356-2
- クロノクルセイド Vol.8〝〟（2010年4月発行）ISBN 978-4-7859-3357-9

### 公式ガイドブック
- ドラゴンマガジンコレクションSP 超解!クロノクルセイド（2004年2月発行）ISBN 4-8291-7562-1

## 作品タイトルのアルファベット表記
本作のアルファベット表記はChrno Crusadeだが、北米版のコミックおよびアニメ放送ではChrono Crusadeと表記されている。
後に新装版第2巻（少年画報社刊）の後書きにて作者により、Chrno Crusadeは誤りでありChrono Crusadeが正しい表記であることが説明された。タイトルロゴを発注する際に誤ってChrnoとしてしまったため、Chrno Crusadeがそのまま正式な表記として使用されることになったと述べている。なお、新装版ではChrono Crusadeと訂正された新デザインのロゴが使用されている。